# Misumena
Misumena is een geslacht van spinnen uit de  familie van de Thomisidae (krabspinnen).

## Soorten
- Misumena adelae Mello-Leitão, 1944
- Misumena alpha Chrysanthus, 1964
- Misumena amabilis Keyserling, 1880
- Misumena annapurna Tikader, 1963
- Misumena arrogans Thorell, 1881
- Misumena atrocincta Costa, 1875
- Misumena beta Chrysanthus, 1964
- Misumena bicolor Simon, 1875
- Misumena bipunctata Rainbow, 1898
- Misumena citreoides (Taczanowski, 1872)
- Misumena conferta Banks, 1898
- Misumena fasciata Kulczynski, 1911
- Misumena fidelis Banks, 1898
- Misumena frenata Simon, 1909
- Misumena ganpatii Kumari & Mittal, 1994
- Misumena greenae Tikader, 1965
- Misumena grubei (Simon, 1895)
- Misumena indra Tikader, 1963
- Misumena innotata Thorell, 1881
- Misumena lorentzi Kulczynski, 1911
- Misumena luteovariata Mello-Leitão, 1929
- Misumena maputiyana Barrion & Litsinger, 1995
- Misumena maronica Caporiacco, 1954
- Misumena mridulai Tikader, 1962
- Misumena nana Lessert, 1933
- Misumena nigripes (Taczanowski, 1872)
- Misumena nigromaculata Denis, 1963
- Misumena oblonga O. P.-Cambridge, 1885
- Misumena pallescens Caporiacco, 1949
- Misumena peninsulana Banks, 1898
- Misumena picta Franganillo, 1926
- Misumena platimanu Mello-Leitão, 1929
- Misumena quadrivulvata Franganillo, 1926
- Misumena ritujae Gajbe, 2008
- Misumena rubripes Keyserling, 1880
- Misumena spinifera (Blackwall, 1862)
- Misumena spinigaster Mello-Leitão, 1929
- Misumena tapyasuka Barrion & Litsinger, 1995
- Misumena terrosa Soares, 1944
- Misumena vatia (Clerck, 1757) (Gewone kameleonspin)
- Misumena viridans Mello-Leitão, 1917